# A grande viagem da família Mozart

Wolfgang Amadeus Mozart em 1763, com sete anos, no início da Grande Viagem: ele veste a farda de gala, presente da Imperatriz da Áustria, dado no inverno anterior. (Artista: Pietro Antonio Lorenzoni).

A grande viagem da família Mozart (de 1763 a 1766) foi uma longa excursão musical pelas capitais e principais cidades da Europa feita por Leopold Mozart, sua esposa Anna Maria e seus pequenos filhos Maria Anna Mozart (Nannerl) e Wolfgang Amadeus Mozart, de onze e sete anos, respectivamente. Leopold era um dos músicos da corte do Príncipe-Arcebispo de Salzburgo e em 1763 já ocupava o cargo de mestre de capela.
Graças a uma prolongada licença, o professor de piano pôde ausentar-se do posto para apresentar ao resto do mundo o talento precoce dos meninos. Os dotes musicais das crianças, contudo, já tinham sido revelados durante suas visitas a Munique e a Viena em 1762, onde tocaram perante a Imperatriz Maria Teresa e arrecadaram uma soma considerável de dinheiro. As oportunidades sociais e pecuniárias advindas da longa viagem, que incluiu as maiores cortes da Europa, foram o complemento daquilo que Leopold considerava sua obrigação: exibir o prodigioso talento dos seus filhos.
O itinerário da turnê levou os Mozart de Munique e Frankfurt a Bruxelas. De lá, viajaram para Paris e, após uma estadia de cinco meses na capital francesa, partiram para Londres, onde permaneceram por longos quinze meses. Em Londres, Wolfgang Mozart conheceu alguns dos principais músicos da época, ouviu muita música e compôs suas primeiras sinfonias. Depois, a família foi para os Países Baixos, onde uma doença afetou tanto Wolfgang quanto Nannerl e fez com que a programação de concertos fosse interrompida, embora nessa fase o pequeno Mozart continuasse a compor prolificamente. A viagem de volta incluiu uma segunda parada em Paris e um passeio pela Suíça, antes que a família regressasse a Salzburgo, em novembro de 1766.
Em todos os lugares onde tocaram, os dois irmãos geravam comentários de entusiasmo e espanto. Embora as recompensas materiais da jornada não tenham sido substanciais a ponto de transformar a vida da família — Leopold continuou a serviço do Príncipe-Arcebispo —, a viagem permitiu às crianças vivenciar amplamente o mundo musical cosmopolita e receber excelente educação, que, no caso de Wolfgang, prosseguiu pelos seis anos posteriores, em diversas outras viagens.

## Filhos prodígios

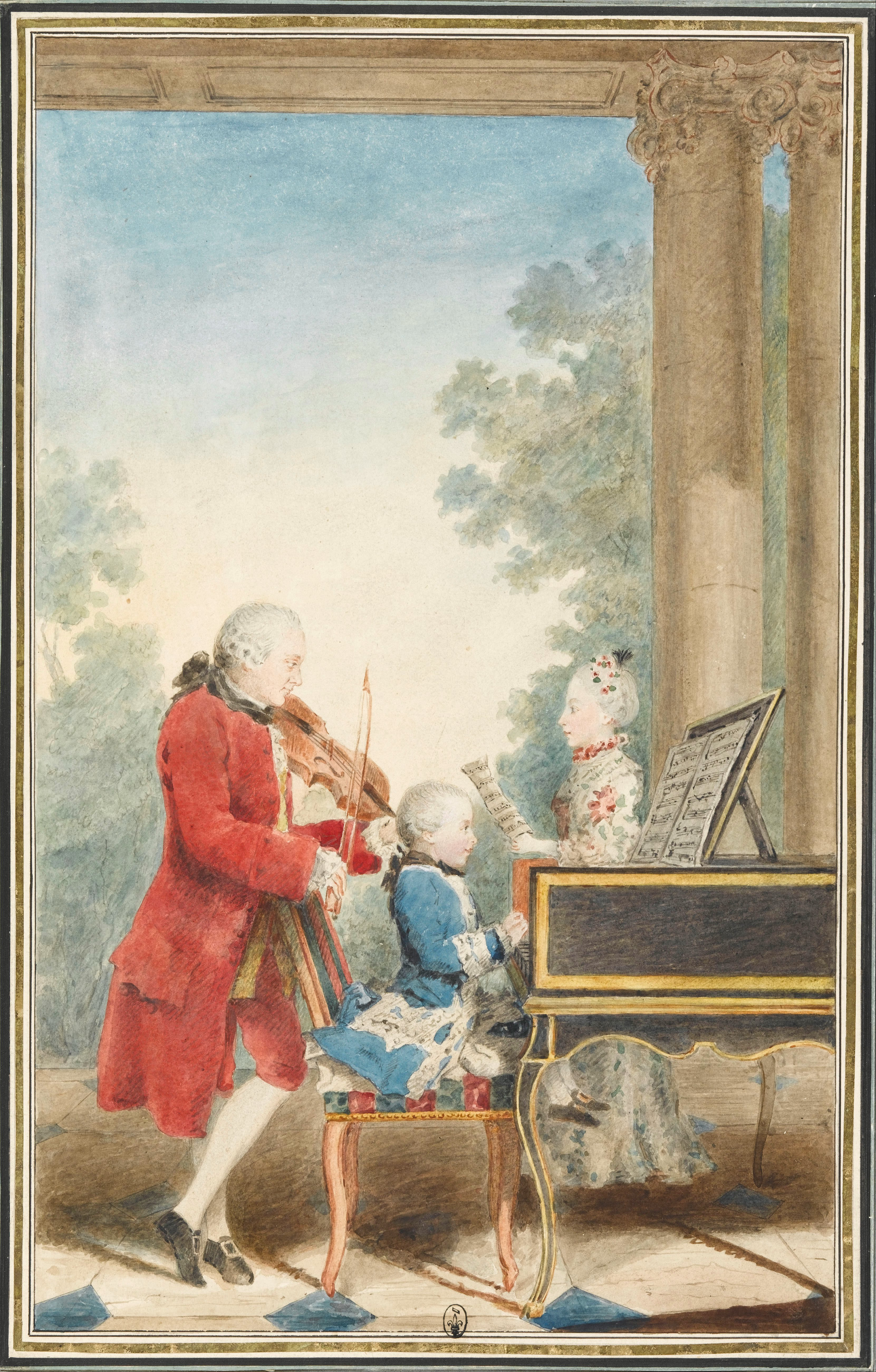
Leopold educando Wolfgang e Nannerl. Aquarela de Carmontelle (1763–64).

Ao contrário do que se pensa, os irmãos Mozart talvez não tenham sido as únicas crianças prodígios do século XVIII na área musical. O autor Gary Spruce cita o caso de William Crotch de Norwich, que, em 1778, aos três anos de idade, já apresentava recitais de órgão. Spruce afirma que existem centenas de casos semelhantes a este. A estudiosa britânica Jane O'Connor explica a popularidade das crianças prodígios durante esta época como "a concretização do potencial de entretenimento e o valor monetário de uma criança que, a título individual, era de alguma forma extraordinária". Outro prodígio contemporâneo de Mozart era o compositor e violinista Thomas Linley, nascido no mesmo ano que Wolfgang, e o organista (também prodígio) Seigmund Bachmann. No entanto, foi Wolfgang Amadeus Mozart quem eventualmente se tornou conhecido dentre todos os prodígios, como um modelo de sucesso precoce e com um futuro sólido e promissor.
Dos sete filhos nascidos do casamento entre Leopold e Anna Maria Mozart, apenas o quarto, Maria Anna (Nannerl) (nascida em 31 de julho de 1751), e o mais jovem, Wolfgand Amadeus (nascido em 27 de janeiro de 1756), sobreviveram até a infância. Os irmãos eram educados em casa, sob a orientação do pai Leopold, com quem aprenderam a ler, a escrever, a desenhar e a se interessar por história, geografia e aritmética. Leopold, professor de piano, empenhou-se no esforço de aplicar uma refinada educação musical nos filhos desde o berço, através de constantes ensaios em que os irmãos utilizavam os mais variados instrumentos perante o pai e os seus colegas músicos. Quando Nannerl completou sete anos, o pai lhe apresentou o cravo e começou a ensiná-la a se familiarizar com o novo instrumento, enquanto Wolfgang interagia e participava das aulas. Segundo conta a própria Nannerl, "o garoto [Mozart] imediatamente mostrou o seu extraordinário talento vindo de Deus. Ele freqüentemente gastava longos períodos no teclado, escolhendo terças, e o prazer que brotava nele representava como os sons lhe eram agradáveis […] Quando ele tinha cinco anos, compunha pequenas peças que depois apresentava ao pai que, por sua vez, mexia e desenvolvia o que havia sido feito." O poeta Johann Andreas Schactner, um amigo da família, contou que aos quatro anos Wolfgang começou a compor um concerto para piano digno de reconhecimento, sendo capaz de demonstrar um incrível senso de precocidade.

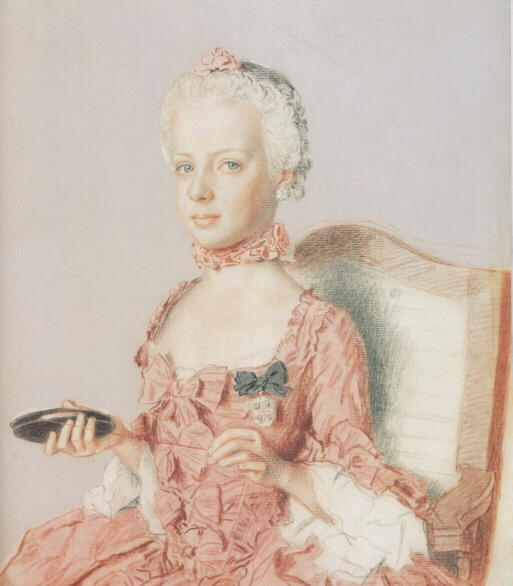
Maria Antonieta aos 7 anos em 1763, quando encontrou-se com Mozart em Viena.

Nannerl, por sua vez, era uma aluna esforçada e habilidosa que, embora não tivesse a capacidade de aprender tão rápido quanto o irmão mais novo, sabia tocar o cravo com um virtuosismo muito grande aos onze anos. Nesse mesmo ano, 1762, Leopold levou as crianças para Munique numa apresentação que fariam ante Maximiliano III, o Príncipe-eleitor da Baviera. Não se sabe se essa visita realmente ocorreu, o que, segundo alguns biógrafos, pode ter sido uma invenção de Nannerl, ou algum tipo de omissão. Leopold, em seguida, partiu com toda a família para Viena, numa viagem que durou três meses. Ele havia garantido convites de vários patronos nobres que assistiriam a concerto dos dois irmãos no palácio do Conde Collalto. Entre os presentes, encontrava-se o vienense Johann Karl Count Zinzendorf (Tesouro-Vereador e futuro Primeiro-Ministro), que anotou em seu diário as seguintes palavras: "um garotinho, com apenas cinco anos e meio, tocou um cravo." Após uma aparição perante o Vice-Chanceler, os Mozarts foram convidados para a Corte Real, onde a Imperatriz Maria Teresa testou as habilidades de Wolfgang, pedindo que ele tocasse com o cravo coberto. Durante essa corte, Wolfgang encontrou-se com a Arquiduquesa Maria Antonia, a futura Rainha Maria Antonieta de França. Eric Blom, biógrafo de Mozart e musicólogo, conta a famosa história (sem revelar a fonte) de como a Arquiduquesa ajudou Wolfgang a se levantar quando ele escorregou no piso polido e recebeu uma proposta de casamento em troca.
Como os Mozarts começaram a ser notados pela aristocracia vienense, era comum eles serem solicitados a dar vários concertos durante um único dia. Contudo, a atividade valia a pena, pois eles eram recompensados: no final de sua primeira semana agitada em Viena, Leopold foi capaz de enviar para casa o equivalente a mais de dois anos de salário. Seu catálogo ficou interrompido quando Wolfgang adoeceu com escarlatina e o prestígio da dupla não foi reconquistado, embora a visita tenha deixado Leopold ansioso para perseguir novas oportunidades de sucesso financeiro e social. Em seu retorno a Salzburgo, Wolfgang tocava violino e cravo em um concerto de aniversário para o Arcebispo, cercado por um público boquiaberto, evidentemente.

## A grande viagem

### Preparações

Retrato de Leopold Mozart de Pietro Antonio Lorenzoni, 1765

Numa carta ao seu amigo Lorenz Hagenauer (1712–1792), escrita já depois da jornada, Leopold cita as palavras do diplomata alemão Friedrich Melchior von Grimm, que disse, após ouvir as crianças tocarem: "Agora, por uma vez na minha vida, eu vi um milagre: eis o primeiro." Leopold nutria a ideia de que proclamar esse milagre ao mundo — mostrando Nannerl e Wolfgang para a mais alta sociedade da Europa — era seu dever perante a sua pátria, o seu príncipe e o seu "Deus" ou, do contrário, se transformaria na mais ingrata criatura. Esse ponto também é citado por um outro biógrafo de Mozart, o alemão Wolfgang Hildesheimer, que afirma que, ao menos no caso de Wolfgang, este empreendimento era prematuro: "Desde muito cedo, o pai arrastou seu filho por toda a Europa ocidental durante muito tempo. Essa mudança contínua de lugar teria desgastado a criança mais robusta do mundo…" Contudo, os biógrafos têm dado a atenção pelo fato de que há poucas evidências sugerindo um prejuízo físico e/ou psicológico no organismo de Wolfgang: do contrário, segundo eles, o garoto estava disposto e sentia-se capaz de enfrentar o desafio exigido pelo pai desde o início.
O desejo de Leopold era começar a sua jornada o mais cedo possível: quanto mais jovens fossem as crianças, mais espetacular seria a demonstração dos seus dotes artísticos. A rota que ele pretendia tomar incluía o sul da Alemanha, a Áustria, Paris, Suécia e possivelmente o norte da Itália. Leopold só planejou ir para Londres após algumas pressões circunstanciais durante a visita a Paris e, além disso, a viagem para os Países Baixos foi um desvio não planejado. Com o plano de visitar o maior número possível de cidades importantes do continente europeu, bem como as grandes capitais culturais e as cortes mais respeitadas, Leopold confiou em sua rede profissional de música e em seus mais recentes contatos para obter convites das cortes reais. A assistência prática veio de Hagenauer, cujos contatos comerciais nas principais capitais forneceria aos Mozarts algumas facilidades bancárias. Elas lhe conferiam dinheiro durante a rota, enquanto eles esperavam os procedimentos da agenda de seus concertos.
Wolfgang preparou-se para a turnê ao se aperfeiçoar com o violino, que ele aprendeu a manusear sem qualquer instrução aparente. Quando ensaiavam e se preparam juntos para a turnê, os irmãos deleitavam-se em tocar um com o outro, comportamento que nunca se perdeu durante o tempo de vida deles. Na turnê, mesmo durante os dias mais agitados, eles se adequavam em sua prática diária e apareciam com mestria, fazendo o público e a crítica esquecer o atraso de horários que talvez viessem a apresentar. Antes da jornada começar, contudo, Leopold precisava do consentimento de seu patrão, o príncipe-arcebispo, para que esse deixasse seu Mestre de Capela (que havia se encarregado do posto em Janeiro de 1763) ausentar-se por um longo tempo com toda a família. O Príncipe-Arcebispo, no retorno dos Mozarts, seria completamente cético acerca das composições do filho de seu empregado, acreditando que elas haviam sido compostas por Leopold, porque, segundo ele, "[não eram] ruins o bastante para ser obra de uma criança." Mas, retomando, a licença, finalmente, foi concedida, com o argumento de que o sucesso dos Mozarts pela Europa traria muita glória para Salzburgo.

### Fase inicial (Julho – Novembro de 1763)

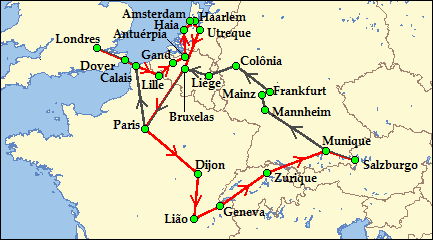
Mapa mostrando a jornada dos Mozarts (1763–66). A linha preta mostra a ida para Londres, 1763-64. A linha vermelha mostra o regresso para Salzburgo, 1765-66. A linha em segundo-plano mostra a rota em cada sentido.

O início da jornada, em 9 de Julho de 1763, foi infeliz, porque no primeiro dia a roda da carruagem quebrou, e levaram 24 horas para repararem e consertarem o imprevisto, mas Leopold soube reverter a situação e ganhar vantagem com o atraso: deixando Wolfgang numa igreja vizinha em Wasserburg, o garoto, de acordo com uma carta do pai, tocou nos órgãos de pedais como se tivesse estudado aquilo durante meses. Em Munique, em sucessivas noites, as crianças tocaram para Maximiliano III, que lhes ofereceu o equivalente a metade do salário anual de Leopold de 345 guldens ou florins. A próxima parada foi Augsburg, onde a mãe de Leopold recusou frequentar um dos três concertos apresentados por lá. A família então passou em Schwetzingen e na corte de Mannheim, onde a concerto dos Mozarts talvez tenha causado espanto em Carlos Teodoro da Baviera e na Princesa-Eleitora Isabel Augusta de Sulzbach.

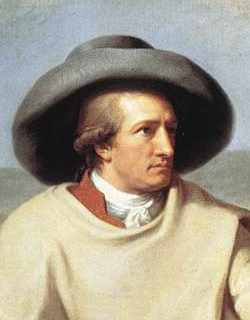
O grande autor Goethe assistiu os garotos prodígios em Frankfurt de 1765.

A próxima parada, em Mogúncia, foi extensa e serviu para a família tomar um barco até o Rio Meno para Frankfurt, onde os irmãos realizaram uma série de concertos públicos. Numa das primeiras apresentações, entre os presentes estava um garoto de apenas quatorze anos de idade, Johann Wolfgang von Goethe, que muitos anos mais tarde relembraria o "amiguinho com sua peruca e uma espada". Um anúncio feito exclusivamente para esses concertos em Frankfurt anunciava que "a garota" iria tocar "as mais difíceis peças dos maiores mestres", enquanto "o garoto" tocaria um concerto de violino e também repetiria o truque que fez em Viena, o de tocar com o teclado completamente coberto por um pano e, finalmente, "vai improvisar sons que ainda não estavam em sua mente, não só no pianoforte mas também sobre o órgão em todas as chaves, mesmo as mais difíceis, que ele poderá ser perguntado pelo público."
Depois de muitas semanas em Mogúncia, a família tomou outro barco para Coblença, e daí para Bona e Cologne. Em Aachen, eles tocaram para a Ana Amália da Prússia, irmã de Frederico II da Prússia. A princesa tentou persuadir Leopold sugerindo que seria mais adequado ele abandonar seu itinerário e partir para Berlim, mas o pai dos dois prodígios recusou: "Ela não tinha dinheiro", ele escreveu para Hagenauer, recontando que ela havia recompensado a concerto, infelizmente, com beijos: "porém, nem nosso hospedeiro e nem o carteiro se contentam com beijos." A próxima parada da viagem os levou para os Países Baixos do Sul (área corresponde mais ou menos à atual Bélgica e ao atual Luxemburgo), onde visitaram Liège antes de aparecerem na capital regional, Bruxelas, em 5 de Outubro. Após esperarem exaustivamente o governador-general, Carlos Alexandre de Lorena, convocá-los para uma concerto na corte ("Sua Alteza o príncipe não faz nada, mas caça lavaduras e as devora", escreveu Leopold para Hagenauer), um grande concerto ocorreu com o príncipe assistindo, no dia 7 de Novembro. No dia 15, os Mozarts partiram para Paris.
Durante o longo hiato em Bruxelas, Wolfgang tentou usar uma técnica mais rápida de concluir suas composições. Em 14 de Outubro, ele concluiu um Allegro para cravo, que viria a ser incorporado em sua sonata para cravo e violino em Dó maior, concluída em Paris.

### Paris (Novembro de 1763 – Abril de 1764)
Em 18 de Novembro de 1763, a família Mozart desembarcou em Paris — na época, o centro musical mais importante de toda a Europa —, uma cidade com grande poder, saúde e atividade intelectual. Próxima a Versalhes, eles poderiam encontrar a corte de Luís XV, mas, para o desagrado de Leopold, havia acontecido uma recente morte na família real, o que impediu qualquer convite para os dois pequenos tocarem de imediato na corte (embora posteriormente o Rei tenha dado atenção à família). O biógrafo Eric Blom escreve que, no começo da viagem ao território parisiense, a família foi totalmente ignorada, mas algumas cartas assinadas por Leopold recordam concertos e aparições em várias casas nobres de Paris. Uma pessoa que prestou uma especial atenção às crianças foi um diplomata alemão, cujos textos em um jornal da época registrava as proezas do pequeno Wolfgang com um tom bem animado: "o mais perfeito Kapellmeister não poderia ser mais profundo na ciência da harmonia e da modulação". A avaliação que Leopold fez é ainda mais exagerada que a do diplomata alemão, quando ele escreveu alguns meses depois: "Minha pequena garota, apesar dos seus 12 anos, é uma das mais hábeis musicistas de toda a Europa e, numa palavra, o meu menino, com seus oito anos, sabe muito mais do que se poderia esperar de um coroa quarentão."

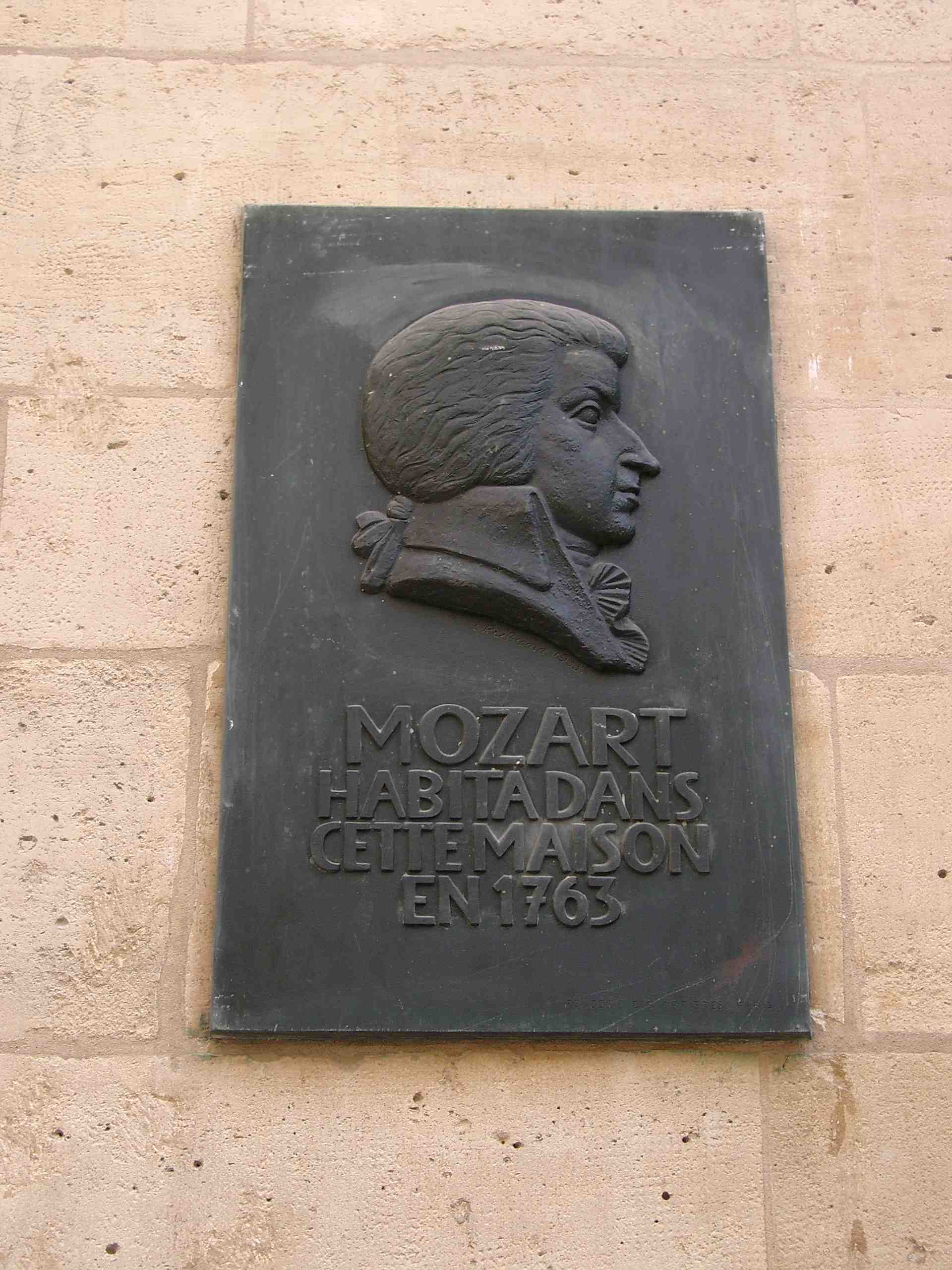
Placa no Hotel Beauvais, onde os Mozarts se apresentaram em Paris, 1763–64.

Em 24 de Dezembro, os Mozarts mudaram-se para Versailles por duas semanas, onde, através de uma ligação com uma grande corte, tiveram a oportunidade de assistir a um jantar real; nessa ocasião, foi permitido a Wolfgang beijar a mão da Rainha. Foi em Versailles que eles também visitaram a famosa cortesã Madame de Pompadour, então nos últimos meses de sua vida — "uma mulher extremamente arrogante que não suportava qualquer tipo de barulho", de acordo com Leopold. Nannerl recordou mais tarde que Wolfgang teve de subir para uma cadeira para que a Madame olhasse para ele, e que ela não permitiu que ele a beijasse.
Não há registros de concertos formais feitos pelas crianças em Versailles: em fevereiro de 1764 eles ganharam 50 luís (cerca de 550 florins) e uma caixa de rapé de ouro por uma concerto real, presumivelmente realizada para entreter a família real, mas não há mais detalhes disponíveis sobre isso. Outros concertos foram realizados em Paris em 10 de Março e 9 de Abril, em um teatro privado na Rua Porte St Honoré. Nessa época, Wolfgang teve suas obras publicadas e impressas pela primeira vez: dois pares de Sonatas para cravo e violino, K6 e 7, e K.8 e 9. Esses pares tornaram-se Opus 1 e Opus 2 no catálogo privado de Leopold da obra de seu filho.

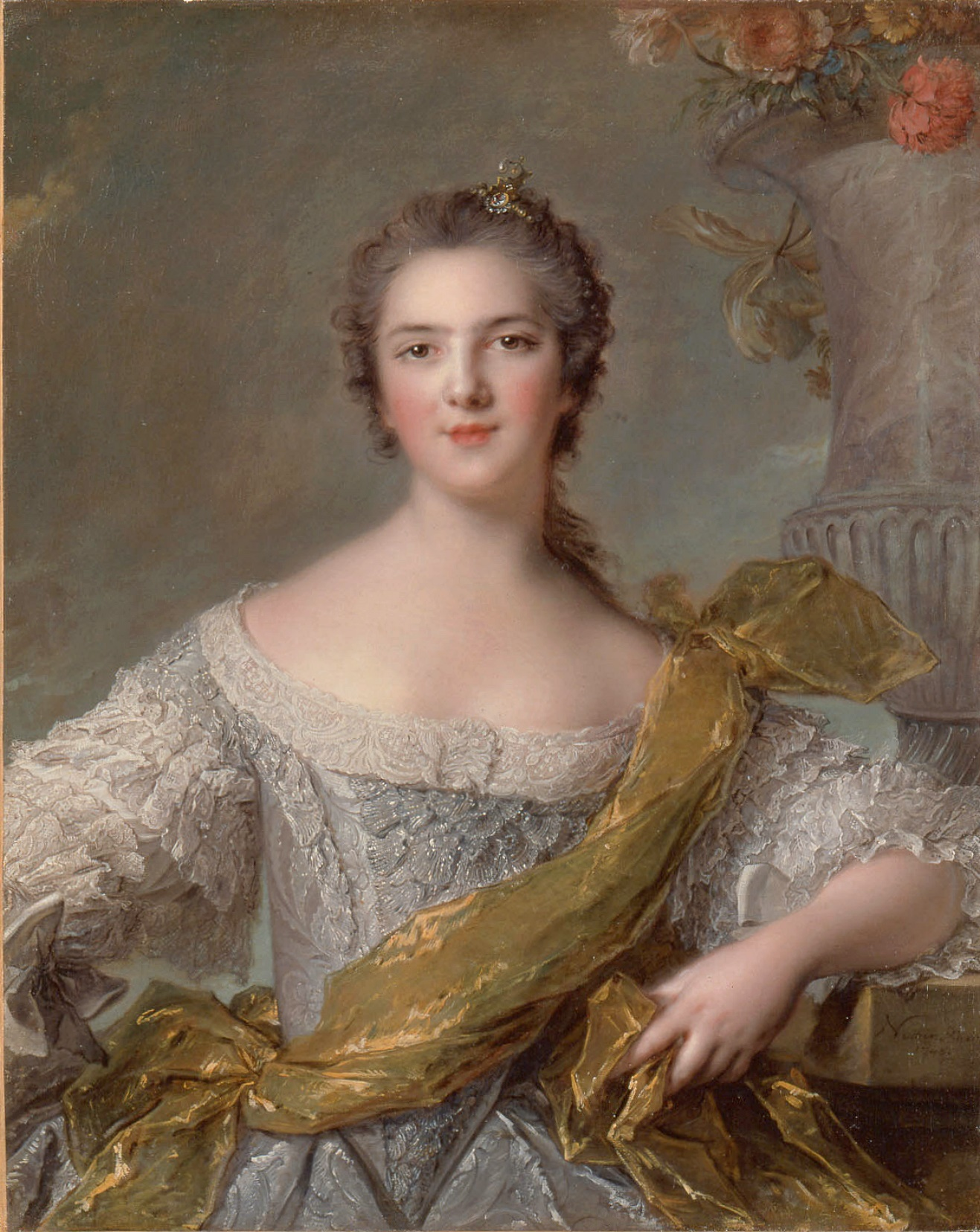
Vitória de França foi agraciada com uma dedicação de Mozart em 1764.

Deste "quarteto", o primeiro par foi dedicado à filha do rei, Madame Vitória de França, e o segundo par foi dedicado para a Condessa de Tessè. Ao escrever essas sonatas, Wolfgang desenvolveu o material que havia sido originalmente escrito como os solos do cravo, incluindo o Allegro que ele havia composto em Bruxelas na primeira da série, (K.6) em Dó maior. Esse consiste em quatro movimentos, enquanto as sonatas posteriores, em Ré maior (K.7), em Si bemol maior (K.8), e em Sol maior (K.9), são os três movimentos mais convencionais. Stanley Sadie, outro biógrafo de Mozart, musicólogo e crítico musical, comenta que determinados aspectos dessas composições possuem sensos pueris e ingênuos, mas, ainda assim, a técnica é, segundo suas palavras, "surpreendentemente bem ajustada, [e] suas linhas de raciocínio são claras e macias, fazendo com que seu equilíbrio erudito seja irrepreensível".
Em Paris, eles tiveram a decisão de ir para Londres, talvez a conselho de alguns conhecidos de Leopold (tanto músicos como pessoas da corte), muito provavelmente pelo fato de que a Inglaterra era, nas palavras do musicólogo Neal Zaslaw, "conhecida pelo entusiasmo com que recebia músicos continentais e na extravagância com que os recompensava". Em 10 de Abril, a família deixou Calais e, após uma travessia desagradável para Dover em um barco que estava atrasado, os Mozarts apareceram em Londres no dia 23 de Abril.

### Londres (Abril de 1764 – Julho de 1765)

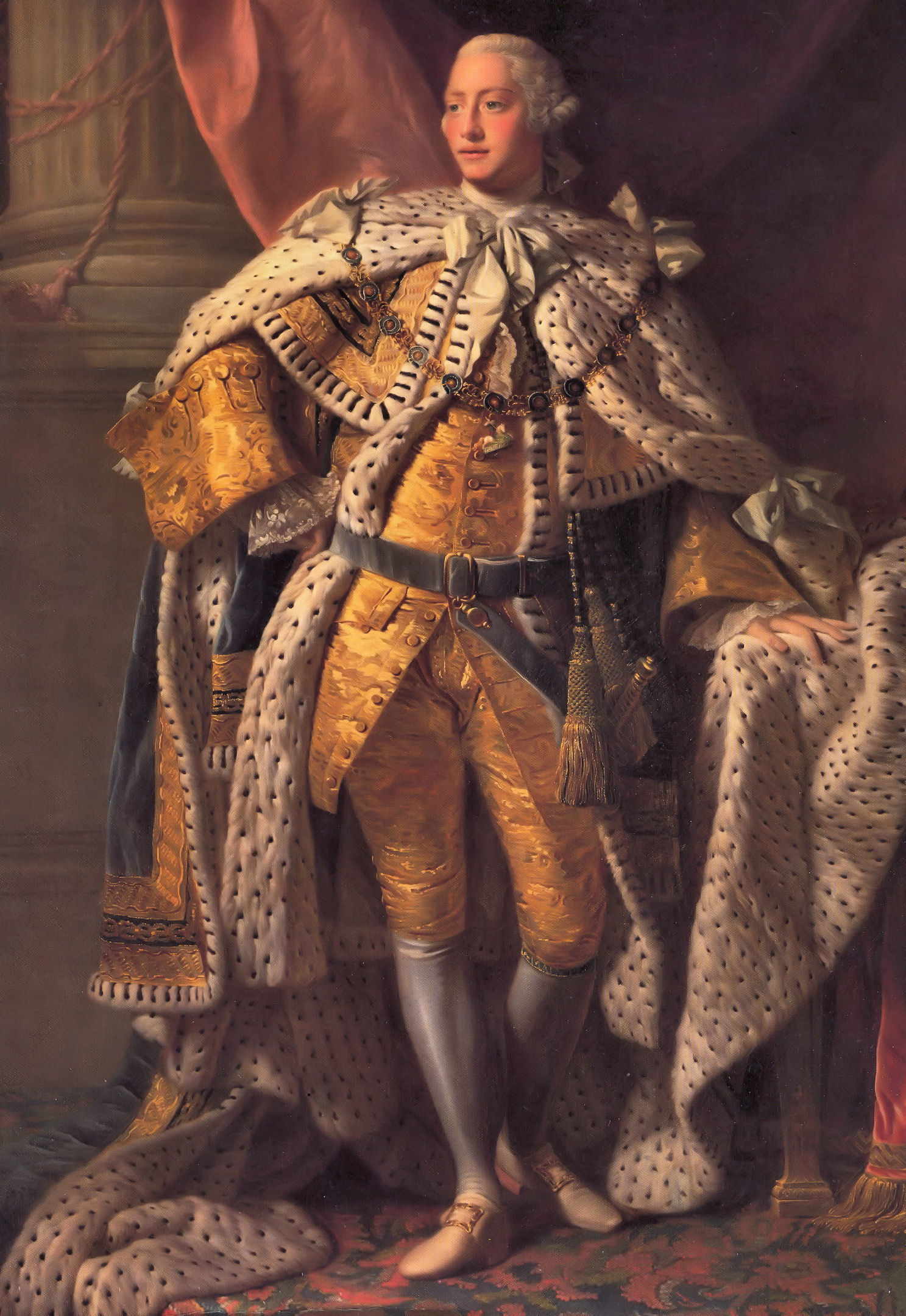
Jorge III e sua Rainha encantaram-se com os dotes dos irmãos.

O primeiro alojamento da família Mozart em Londres foi sobre uma barbearia em Cecil Court, perto de St Martin-in-the-Fields. Algumas cartas revelam que o plano de deixar Paris foi bastante eficaz: em 27 de Abril as crianças já estavam tocando para Jorge III do Reino Unido e sua Rainha alemã de 19 anos, Cartola Sofia. Um compromisso real foi agendado para 19 de Maio, em que o Rei pedia para Wolfgang tocar o melhor de Handel, Johann Christian Bach e Karl Friedrich Abel. Zaslaw data esse segundo recital real em 28 de Maio. Os convidados da corte ficaram impressionados com a habilidade do pequeno Mozart em tocar muitos outros clássicos de forma simples. Wolfgang, portanto, ficou autorizado de acompanhar a Rainha enquanto ela cantava uma Ária e, em seguida, tocou o baixo cifrado da ária de Handel, que, de acordo com Leopold, "improvisava a mais bela melodia fazendo toda a gente ficar surpresa".
Muitos nobres e lordes iam viajar no verão deixando a cidade, mas Leopold contou que regressaria nas celebrações do aniversário do Rei em 4 de Junho, e em conformidade organizar um concerto para o dia seguinte. Esse concerto foi considerado um sucesso, e Leopold apressava-se na tentativa de providenciar uma concerto de Wolfgang em um concerto beneficiário num hospital maternal em 29 de Junho, onde, segundo suas próprias palavras, tentava "[…] ganhar o amor dessa nação muito especial". Wolfgang foi anunciado como "o surpreendente e mestre Mozart, uma criança de sete anos de idade…" (ele tinha, na verdade, oito anos), "…que, de todos os gênios já apresentados em todas as idades, é o verdadeiramente mais extraordinário e estimável prodígio, possuidor de um gênio incrível." Em 8 de Julho, fizeram uma concerto particular na residência do Conde de Tessè, de onde Leopold saiu com uma inflamação na garganta e outros sintomas preocupantes. "Prepare seu coração para ouvir um dos acontecimentos mais tristes", ele escreveu para Hagenauer, antecipando seu próprio falecimento. Leopold havia ficado doente por várias semanas e, para o bem de sua família e de seu estado, mudou-se com a família de Cecil Court para uma casa de campo, na Rua Ebury, então considerada parte da vila de Chelsea.

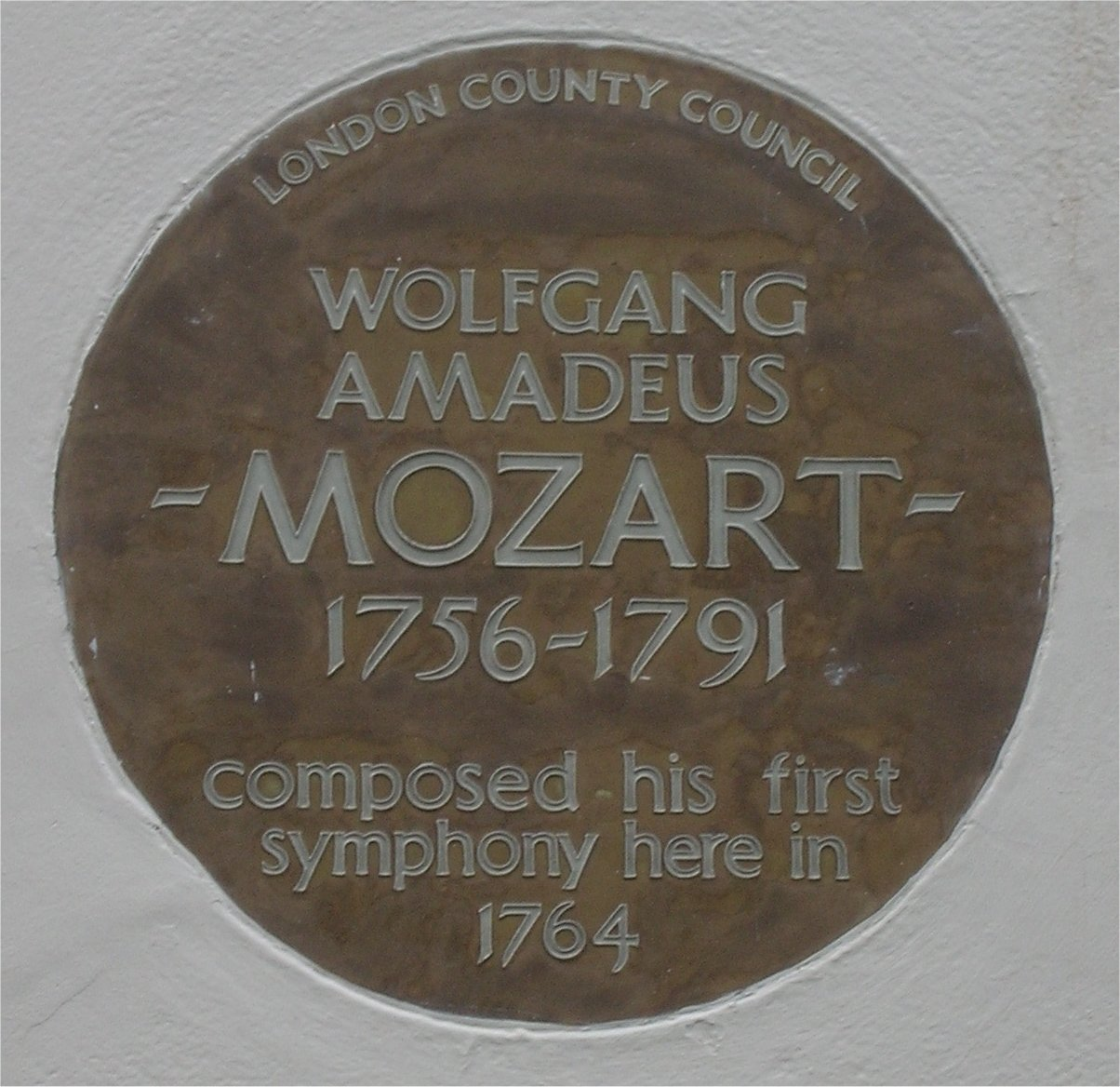
"Mozart compôs sua primeira sinfonia aqui", diz a placa na Rua Ebury, em Londres, onde a família ficou alojada em 1765.

Com a doença de Leopold, os concertos tornaram-se impossíveis, e Wolfgang voltou-se para a composição de sinfonias. Algumas fontes mostram que Nannerl continuava com eles em Ebury Street, embora outras provas contradigam essa informação. O fato é que seu irmãozinho, segundo registra a regente e musicóloga britânica Jane Glover, insirou-se em compor sinfonias após encontrar-se com Johann Christian Bach. Não se sabe quando Wolfgang encontrou-se pela primeira vez com Bach ou quando começou a ouvir suas sinfonias, mas é certo que já havia tocado algumas composições suas no cravo em Maio de 1764. Seja qual for a data exata, sabe-se que o pequeno Mozart concluía rapidamente sua Sinfonia n.º 1 em Mi bemol maior, K.16, enquanto iniciava sua Sinfonia No. 4 em Ré maior, K.19 (Zaslaw crê que é mais provável ter sido composta, ou, pelo menos, concluída, em Haia). A Sinfonia em Ré maior tem, nas palavras de Hildesheimer, "uma originalidade em sua melodia e em sua modulação que vai além dos métodos padrões usados por seus contemporâneos [adultos]". De certo contexto, essas são as primeiras obras orquestrais produzidas por Mozart, embora Zaslaw sustente a teoria da "Sinfonia No. 0" a partir do descobrimento de alguns esboços no livro de anotações musicais do garoto. No Catálogo de Köchel das obras de Mozart, foram identificadas três sinfonias perdidas com o tempo, que podem ter sido compostas durante esse seu período em Londres. Outras obras produzidas em Londres incluem uma ampla variedade de sonatas instrumentais, sendo, dentre todas, a mais célebre, segundo Hildesheimer, a sonata para cravo em Dó a quatro mãos, K.19d. Também foi em Londres que Mozart escreveu suas primeiras obras que seriam acompanhadas por um concerto vocal: o moteto "Deus é Nosso Refúgio" (K.20) e a ária para tenor e orquestra Va dal furor Portata (K.21). Um outro conjunto de sonatas, com flauta e violoncelo, foram dedicados à Rainha Charlotte a seu pedido, com uma assinatura apropriada em janeiro de 1765.

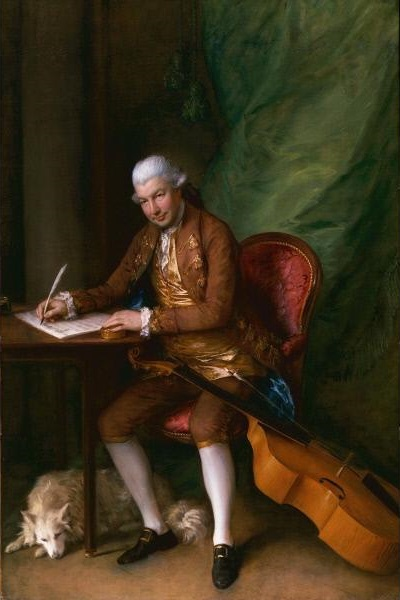
O compositor Carl Friedrich Abel, uma influência significativa na vida artística de Wolfgang Mozart já quando criança.

Leopold, recuperado em finais de Setembro, mudou-se com a família para o centro londrino, num alojamento em Thrift Street (mais tarde, Frith Street), mais especificamente em Soho. Para a sorte dos Mozarts, esses alojamentos não só estavam localizados perto de várias salas de concerto, como também muito próximos às residências de Carl Friedrich Abel e Johann Christian Bach. Bach, um dos filhos de Johann Sebastian Bach, rapidamente tornou-se companheiro da família: Nannerl, mais tarde, recordaria uma cena em que Bach e o seu irmãozinho de oito anos tocavam uma sonata juntos, revezando em concertos solo, e disse: "ninguém imaginaria que isso tivesse sido tocado por uma pessoa sozinha". Não se sabe se os Mozarts chegaram a se encontrar com Abel, mas Wolfgang conhecia sua sinfonias — provavelmente através de uma série de encontros anuais das obras de Bach-Abel — e foi muito influenciado por ele. Em 25 de Outubro, a convite do Rei Jorge, as crianças foram tocar nas comemorações que marcavam o aniversário de adesão do Rei. A próxima aparição pública foi em um concerto em 21 de Fevereiro de 1765, perante uma audiência moderada (a data coincidiu com um concerto de Bach-Abel). Um último concerto formal realizou-se em Londres, em 13 de Maio, mas, entre Abril e Junho, algumas pessoas iam até a residência dos Mozarts, onde pagavam cerca de 5 xelins para apreciarem Wolfgang tocando suas próprias peças musicais. Durante todo o mês de Junho, ambos os "jovens prodígios" (assim eram chamados) tocavam diariamente no Swan e no Harp Tavern em Cornhill, onde eram pagos com dois xelins e moedas de menor valor. De acordo com Sadie, esses foram os últimos esforços desesperados de Leopold em conseguir, com as apresentações, guinéus do público inglês. Hildesheimer compara essa fase da turnê como uma viagem de circo, em que os Mozarts seriam uma família de acrobatas, fazendo de tudo para conseguir recompensas.
Antes de deixarem Londres em 24 de Julho de 1765, Leopold assinou um documento em que permitia ao filho Wolfgang ser submetido a um exame científico: o exame, conduzido por Daines Barrington, um jurista, antiquário e naturalista, resultou num relatório publicado em 1770 na Philosophical Transactions of the Royal Society, que confirmava como verdadeiras as capacidades excepcionais do garoto. Ao que tudo indica, o último ato da família em Londres foi deixar ao Museu Britânico uma cópia do manuscrito do moteto "Deus é Nosso Refúgio".

### Países Baixos (Setembro de 1765 – Março de 1766)
Leopold tinha sido bastante preciso em suas cartas a Hagenauer, contando que a família não iria visitar os Países Baixos, mas que retornaria a Paris e, em seguida, à sua casa, em Salzburgo. Contudo, um emissário da Princesa Carolina de Orange-Nassau, irmã de Guilherme V, Príncipe de Orange, mostrou grande interesse em que as crianças se apresentassem para a Princesa, como convidadas oficiais da corte. Após o desembarque em Calé, houve um mês de atraso em Lille, pois Wolfgang adoeceu com amigdalite e, em seguida, Leopold foi acometido de fortes tonturas. No começo de Setembro, a família chegou a Gante, onde Wolfgang tocou o novo órgão da Capela Bernardines e, alguns dias mais tarde, apresentou-se na catedral de Antuérpia. Em 11 de Setembro, a família finalmente chegou a Haia.

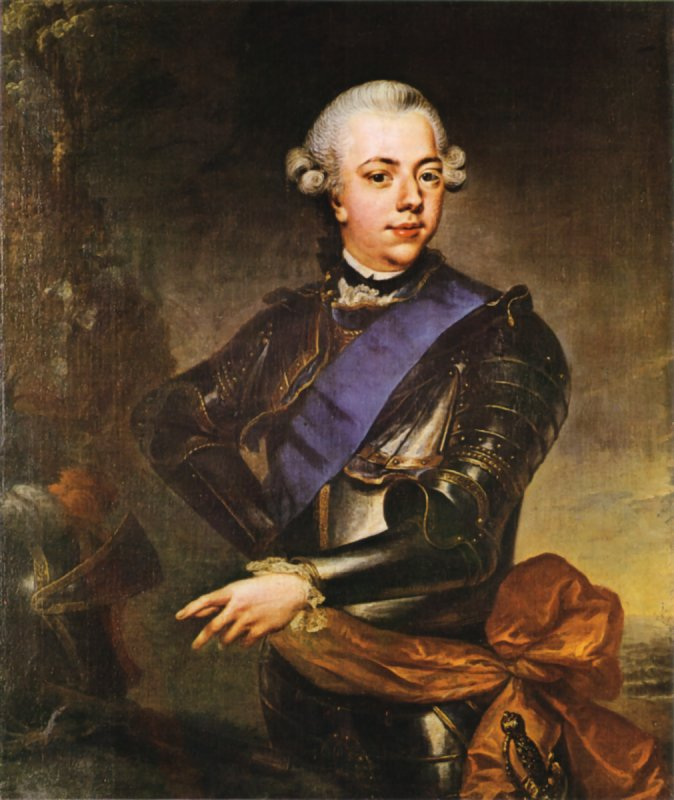
Guilherme V, Príncipe de Orange, de J. G. Ziesenis. O jovem príncipe encontrou-se com os Mozarts em 1765–66.

Após a chegada à cidade, Nannerl acabou pegando um severo resfriado e não pôde participar dos primeiros concertos para a Princesa, nas semanas iniciais, e nem dos concertos perante o Príncipe, poucos dias depois. Leopold, no entanto, estava confiante na recuperação da filha quando anunciou um concerto dos dois irmãos, no hall do Oude Doelen, em 30 de Setembro. O convite para esse espetáculo apresenta Wolfgang com oito anos (embora tivesse nove) e Nannerl com catorze anos. O anúncio concentrava-se no garoto: "As aberturas dos concertos estarão nas mãos desse jovem compositor […] Os amantes da boa música poderão desafiá-lo, pedindo-lhe qualquer título, e ele vai tocá-lo à primeira vista." Não se sabe se esse concerto afinal aconteceu — Sadie acredita que ele pode ter sido adiado. Se efetivamente ocorreu, Wolfgang apresentou-se sozinho, uma vez que o resfriado de Nannerl tinha se transformado em febre tifóide. Sua condição se agravou tanto que, em 21 de Outubro, lhe foi dado o último sacramento. Mas a visita do médico real mudou seu estado e, com um novo tratamento, o médico conseguiu fazer com que a irmã mais velha de Wolfgang se recuperasse no final do mês. Em seguida, foi a vez de Wolfgang adoecer, em meados de Dezembro, ficando sob os cuidados do mesmo médico.

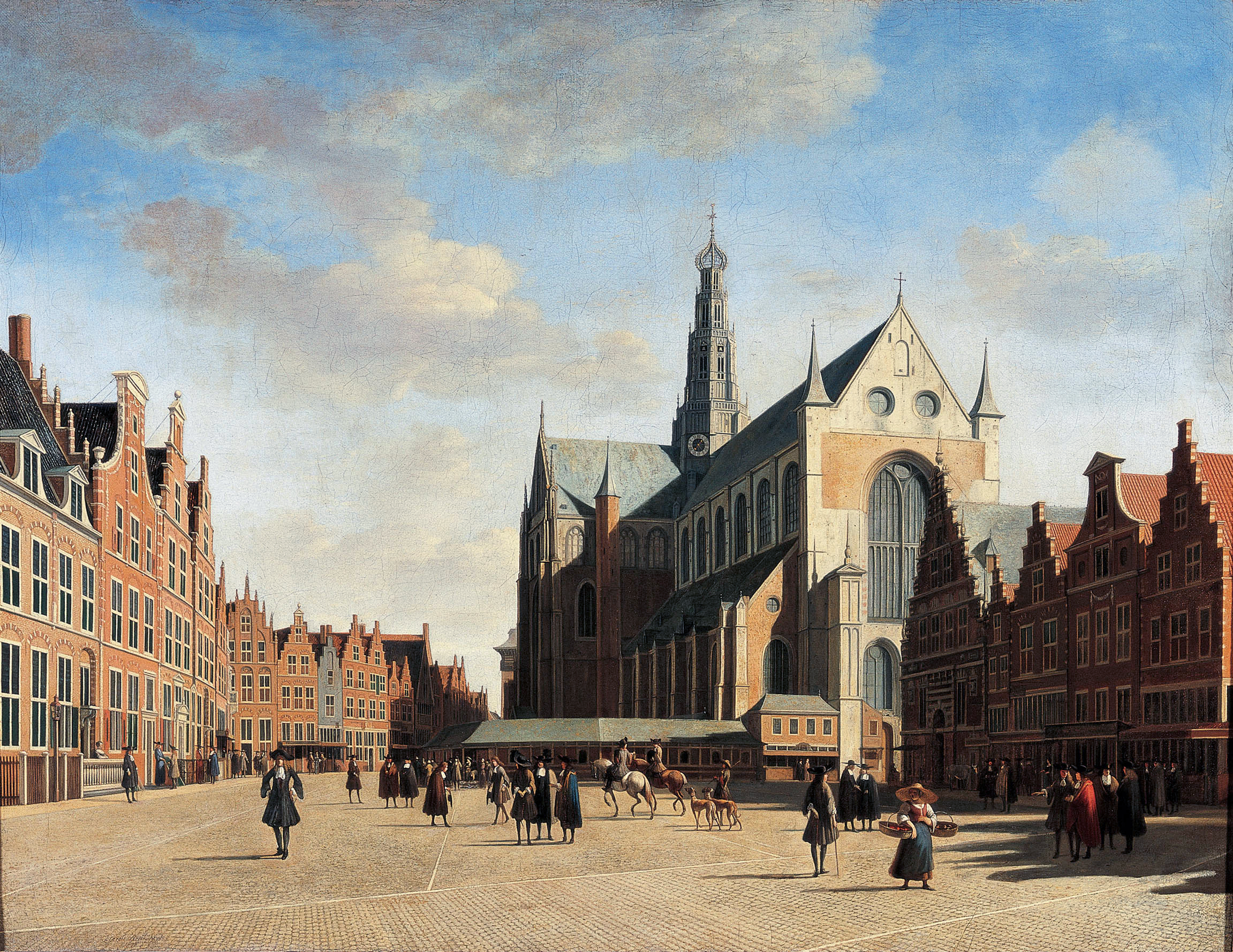
St.-Bavokerk em gravura de 1696, onde Wolfgang tocou em 1776 com dez anos.

Felizmente, ambos já estavam aptos a se apresentar no Oude Doelen em 22 de Janeiro de 1766, num concerto que pode ter incluído a primeira audição pública de uma das sinfonias que Wolfgang produzira em sua estada em Londres, a K.19, e também de uma outra, mais recente: a Sinfonia n.º 5 em Si bemol maior, composta nos Países Baixos. Após esse concerto, passaram algum tempo em Amsterdam, antes de regressar a Haia no início de Maio. O principal motivo do retorno foram as comemorações da maioridade do Príncipe de Orange. Wolfgang havia produzido um quodlibet para orquestra e cravo em Ré maior chamado Galimathias Musicum, K.32, que foi tocado em um concerto especial em honra ao Príncipe em 11 de Março (esta foi apenas uma das muitas peças compostas especialmente para a ocasião). Wolfgang também escreveu árias para o Príncipe usando algumas palavras do libretto Artaserse, de Pietro Metastasio (incluindo Conservati fedele, K.23), e oito variações sobre Laat ons Juichen para piano, K.24. Além disso, compôs um conjunto de sonatas para teclado e violino dedicado à Princesa — assim como tinha feito anteriormente, em honra à Princesa de França e à Rainha de Inglaterra. Outra sinfonia, K.45a, mais conhecida como Velho Lambach, que se supunha ter sido composta anos mais tarde, também foi escrita em Haia, possivelmente para o concerto do Príncipe.
A família deixou Haia no final de Março, indo primeiro para Haarlem, onde um organista da Sint-Bavokerk convidou Wolfgang para tocar o órgão da igreja, um dos maiores da nação. De lá, a família viajou de leste a sul, dando concertos ao longo do caminho de Amsterdam e Utrecht, deixando os Países Baixos e viajando por Bruxelas e Valenciennes até chegarem a Paris, em 10 de Maio.

### Regresso ao lar (Março – Novembro de 1766)

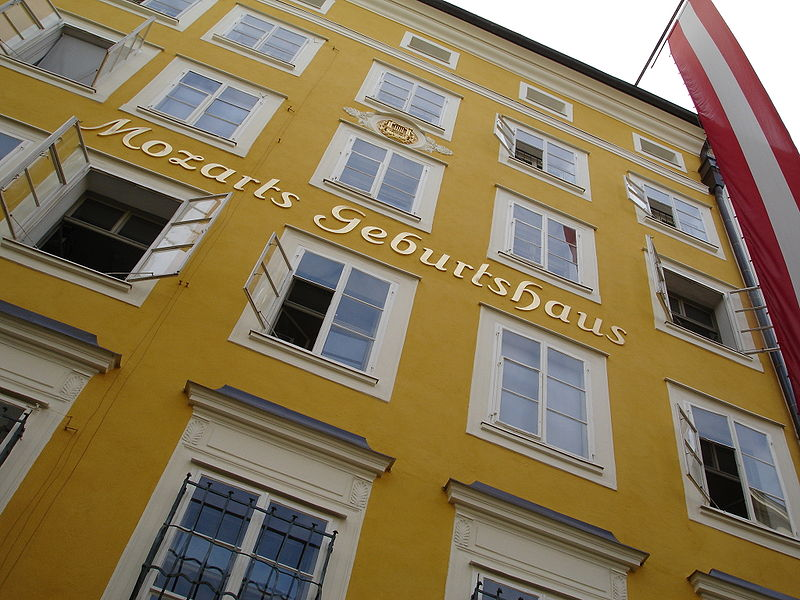
A famosa casa no. 9 dos Mozarts em Getreidegasse, Salzburgo, hoje um ponto turístico.

A família permaneceu em Paris por dois meses. Nenhum concerto foi dado por eles nesse período, embora, de acordo com Friedrich Melchior von Grimm, tenham havido alguns concertos de sinfonias de Wolfgang. Grimm era efusivo quanto o desenvolvimento de ambas as crianças: Nannerl, escreveu ele, "tinha as melhores e mais brilhantes concertos no cravo", mas "Wolfgang roubava toda a sua supremacia". Do garoto ele citou o que um Príncipe de Brunswick havia falado um tempo antes, de que muitos músicos no auge de sua arte iriam morrer sem saber a metade do que o garoto de nove anos sabia. "Se essas crianças continuarem vivendo", escreveu Grimm, "elas não vão permanecer em Salzburgo: os monarcas disputarão entre si para ver quem ficará com os dois."
Bem, a única música composta por Wolfgang durante sua visita a Paris foi Kyrie eleison para SATB e cordas em Fá maior, K.33, sua primeira tentativa formal em escrever uma música sacra. Em 9 de Julho, a família deixou Paris e foi para Dijon, atendendo um convite de Luís José de Bourbon, príncipe de Condé. Os irmãos tocaram um concerto em 19 de Julho, acompanhados por uma orquestra local, sobre o qual Leopold fez comentários depreciativos: Très mediocre ("muito medíocre)" – Un miserable italien detestable ("um italiano miserável") – Asini tutti ("todos idiotas") – Un racleur ("inadequado") – Rotten ("podre"). E então eles chegaram em Lyon, onde Wolfgang, segundo uma testemunha da época, "tocava prelúdios por um quarto de hora com o mestre mais capaz da região, sem dever nada a ele."

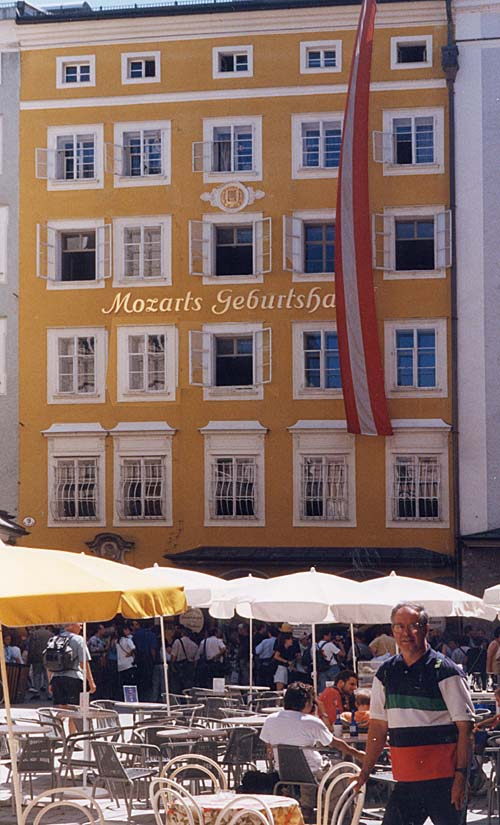
Uma multidão em frente à casa dos Mozarts, hoje ponto turístico da Áustria, em fotografia de 1998.

Leopold enviou uma carta a Hagenauer em 16 de Agosto dizendo que pretendia proceder a Turim, então nordeste da Itália e depois para Veneza, onde iriam para casa através de Tirol: "Nosso próprio interesse e o amor à viagem deveria nos ter induzido a seguir os nossos narizes", disse ele, acrescentando: "…eu tenho dito que temos de ir [direto] para casa e vou manter minha palavra." A família tomou um trajeto mais curto através da Suíça, chegando em Genebra no dia 20 de Agosto, onde as crianças deram dois concertos, e foram recebidos pelo ilustre compositor André-Ernest-Modeste Grétry. Muitos anos depois, Grétry escreveu sobre o encontro: "Eu escrevi para ele [Wolfgang] um Allegro em Mi bemol, complexo, mas pretensão; ele tocou e todos pensavam que era um milagre, exceto eu, porque, embora Wolfgang não tenha se perdido com minha composição, ele seguiu as modelações substituindo um número das passagens por aquele que eu havia escrito." Esse relato — de que Wolfgang improvisou quando confrontou-se com uma passagem que não tinha condições de tocar — parece ser a única observação sobre esse tipo de ocorrido dentre todos os que se registraram sobre essas competições que faziam para testar as habilidades excepcionais do garoto.
Wolfgang, que prosseguia a turnê pela Suíça, desde que havia deixado a Holanda havia produzido muito pouco: um movimento e contradança para cravo em Fá maior, K.33b (escrito para alguns concertos realizados em Zurique e em Lausanne em 1766), e mais tarde algumas peças para violoncelo (agora perdidas e compostas para um Príncipe de Fürstenberg, que recebeu a festa em sua chegada em Donaueschingen, na fronteira alemã, em 20 de Outubro). A família gastou 12 dias lá antes de retomar a sua viagem para Munique, onde chegaram no dia 8 de Novembro. Eles se atrasaram quase duas semanas depois de Wolfgang adoecer, embora o garoto estivesse disposto o suficiente para realizar uma concerto com a irmã perante o Eleitor, em 22 de Novembro. Mais tarde, eles se estabeleceram em Salzburgo, finalmente chegando à casa que fica na Rua Getreidegasse em 29 de Novembro de 1766.

## Conclusão

### Finanças

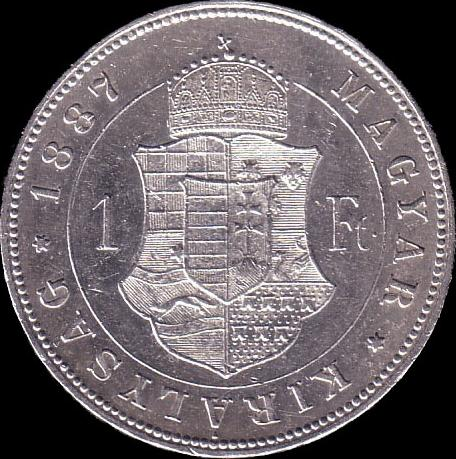
Medalha de florim, a moeda do Império austro-húngaro, substituída depois pela Krone.

A turnê dos Mozarts sobreviveu a grandes contratempos, como as várias doenças que atingiram toda a família e reduziram um ganho de maior prestígio. Embora Leopold não tenha revelado em nenhum documento a quantia de ganhos que obteve durante a turnê, ou dos gastos que efetuou na jornada, os lucros parecem ter sido bastante consideráveis, contudo existiam as taxas e os custos caros de viagem. Por exemplo: o bibliotecário de St. Peter's Abbey, em Salzburgo, pensava que a quantia que eles traziam de volta era cerca de 12.000 florins, mas logo estimou que o custo total do empreendimento era mais de 20.000 florins. De qualquer modo, os gastos de viagem foram bastante elevados: numa carta destinada a Hagenauer em 1763 de Setembro, após dez semanas fora de casa, Leopold lhe relatou que os gastos até essa data eram de 1.068 florins, um custo que foi facilmente coberto pelos ganhos dos concertos realizados pelos filhos, sem, no entanto, qualquer excedente significativo. Leopold afirmou que "não há nada a ser salvo, porque temos de viajar em estilo nobre e lisonjeiro para preservar a nossa saúde e a reputação de nossa corte." Ele afirmou que, quando chegaram em Paris em Novembro de 1763, eles tinham muito pouco dinheiro.
Às vezes, a recompensa era satisfatória: em Abril de 1764, perto da permanência temporária em Paris e depois de dois concertos bem-sucedidos, Leopold anunciou em uma carta que iria em breve depositar cerca de 2.200 florins com seus banqueiros. Dois meses mais tarde, após os primeiros sucessos em Londres, Leopold depositou mais 1.100 florins. Contudo, em Novembro do mesmo ano, doente e incerto quanto ao prestígio social da família, ele começou a se preocupar com o custo alto da vida em Londres, já que, segundo conta em carta destinada a Hagenauer, havia gastado cerca de 1.870 florins num período de quatro meses desde Julho. No verão seguinte, pouco depois de um concerto, Leopold recorreu a medidas cada vez mais desesperadas para levantar lucros, como fazer com que seus filhos realizassem concertos de circo no Swan e no Harp, cuja recompensa, segundo conta Jane Glover, era completamente humilhante. A insegurança de uma vida de viagens levou Leopold a acreditar, mais tarde, que Wolfgang não era o suficiente esperto para fazer jornadas sozinho, mas que precisava ter uma garantia de um salário lucrativo.

### Repertório
Em termos de desenvolvimento musical, segundo os biógrafos, enquanto ambas as crianças avançavam, Wolfgang foi extraordinário, acima de todas e quaisquer expectativas. Com a turnê, os Mozarts ficaram famosos em todos os estabelecimentos musicais e em todas as cortes reais da Europa do Norte. Além de terem se apresentado em palácios para reis, rainhas e nobres — adquirindo vida e prestígio social precoce —, as crianças puderam conversar em muitas línguas distintas, e todo esse conjunto de ocorridos lhes conferiu uma excelente educação cosmopolita. Todavia, essas vantagens eram adquiridas por um preço: Grimm, em Paris, observa que as pressões e os esforços sobre os irmãos, particular e principalmente em Wolfgang, temiam que "uma fruta tão prematura pudesse apodrecer quando madura." Hildesheimer, ao contrário, embora também expresse preocupação quanto a isso, conclui que se a precoce morte de Mozart aos 35 anos de idade foi causada por algum motivo referente à sua infância prodígio, ele certamente não seria tão prolífico quanto permaneceu durante décadas, e se manifestariam sintomas óbvios de declínio mental e/ou emocional.

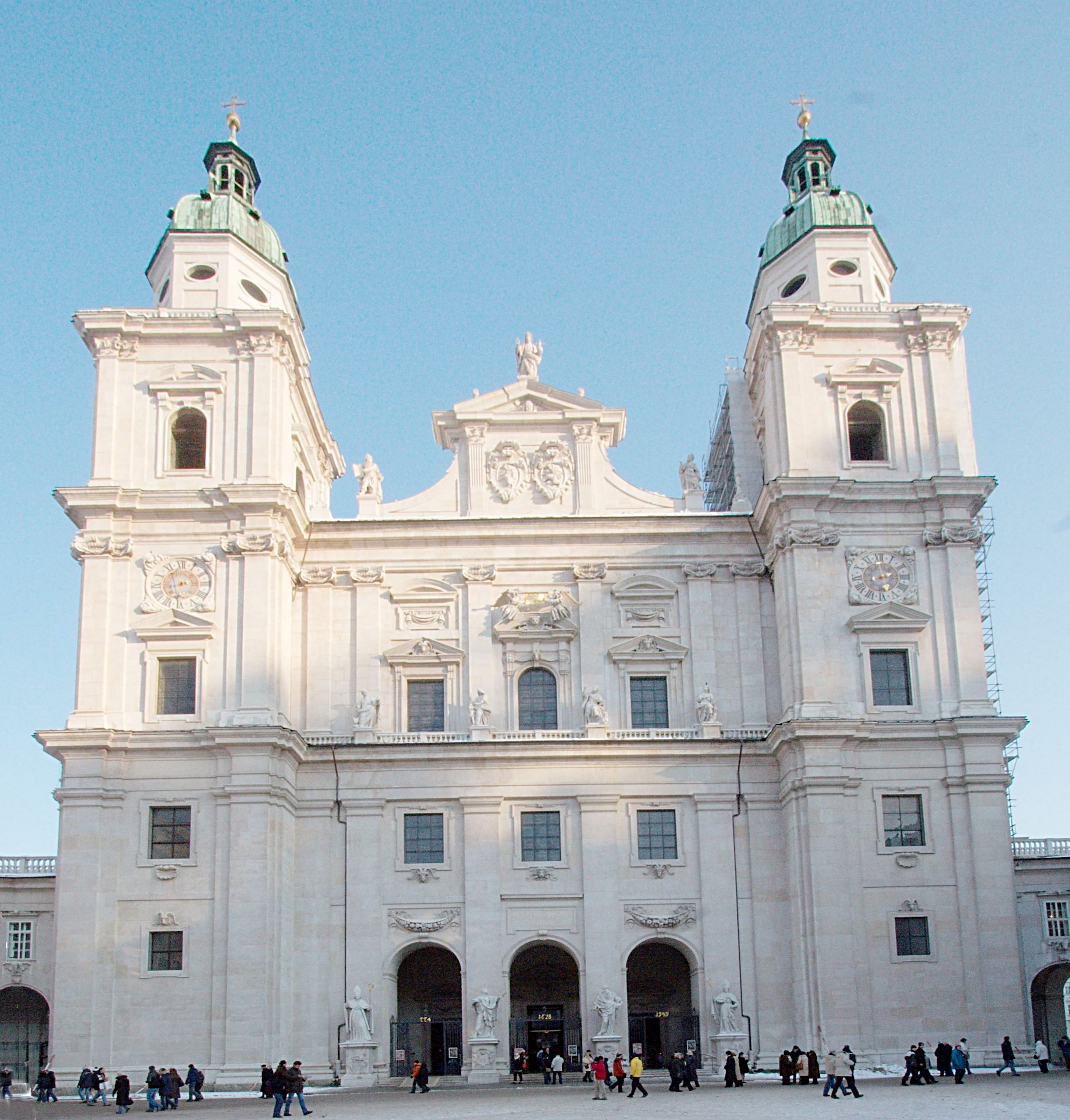
A Catedral de Salzburgo hoje em dia, onde o pequeno Mozart fez sua estreia como sinfonista na sua cidade natal em Dezembro de 1766, ao retornar da turnê.

Das várias músicas compostas por Wolfgang durante a turnê, cerca de trinta peças sobreviveram, e uma série de obras além dessas estão perdidas — incluindo algumas produções para violoncelo e diversas sinfonias. As obras que sobrevivem aos nossos dias são: as sonatas para cravo escritas em Paris, Londres e em Haia; quatro sinfonias; um grande número de árias; a música feita na hora para o Príncipe de Orange; um Kyrie, e outras peças menores. A carreira de Mozart como sinfonista começou em Londres, onde, em contato com suas influências Abel e J.C Bach, ele também escutou sinfonias de grandes compositores, como Thomas Arne, William Boyce e Giuseppe Sammartini: "uma introdução ideal para o gênero", de acordo com Zaslaw. As primeiras sinfonias, frisa Zaslaw, podem não ser vislumbradas ao lado das obras-primas que Mozart produziu mais tarde, mas são comparáveis em termos de complexidade, tamanho e originalidade, visto que foram reconhecidas como sinfonias de maestria na própria época da turnê. De fato, a Sinfonia No.6 em Mi bemol de Abel é similar em estilo e técnica para ser confundida com a Sinfonia No.3, K.18 de Wolfgang. Sadie observa que a Sinfonia º 5 K.22, composta em Haia, tem uma técnica e uma lógica mais sofisticada do que as primeiras produções sinfônicas de Londres, provando que Wolfgang amadurecia depressa.
Mozart e seu processo criativo também são analisados nas sonatas compostas para o Príncipe de Orange, que, de acordo com Sadie, marca um grande e significativo avanço na técnica e na ideia musical se comparadas às produções realizadas em Paris e Londres. As árias compostas na Holanda incluem as primeiras tentativas de Mozart em "aria d'affetto", Per pièta, bell'idol mio, K.73b, uma vez que se pensava ter sido composta muito mais tarde (como indica o número "73" do Catálogo Köchel.) Portanto, podemos concluir, sob a ótica dos biógrafos e estudiosos, que a turnê conferiu a Wolfgang — no início um compositor de simples produções para cravo — uma determinada experiência que o transformou em um músico que trilhou por uma ampla variedade de gêneros com maestria. Essa transformação ficou concretizada em sua cidade natal, no dia 8 de Dezembro, quando uma de suas sinfonias (não se sabe qual) foi tocada numa missa solene da Catedral de Salzburgo.

## Posterioridade

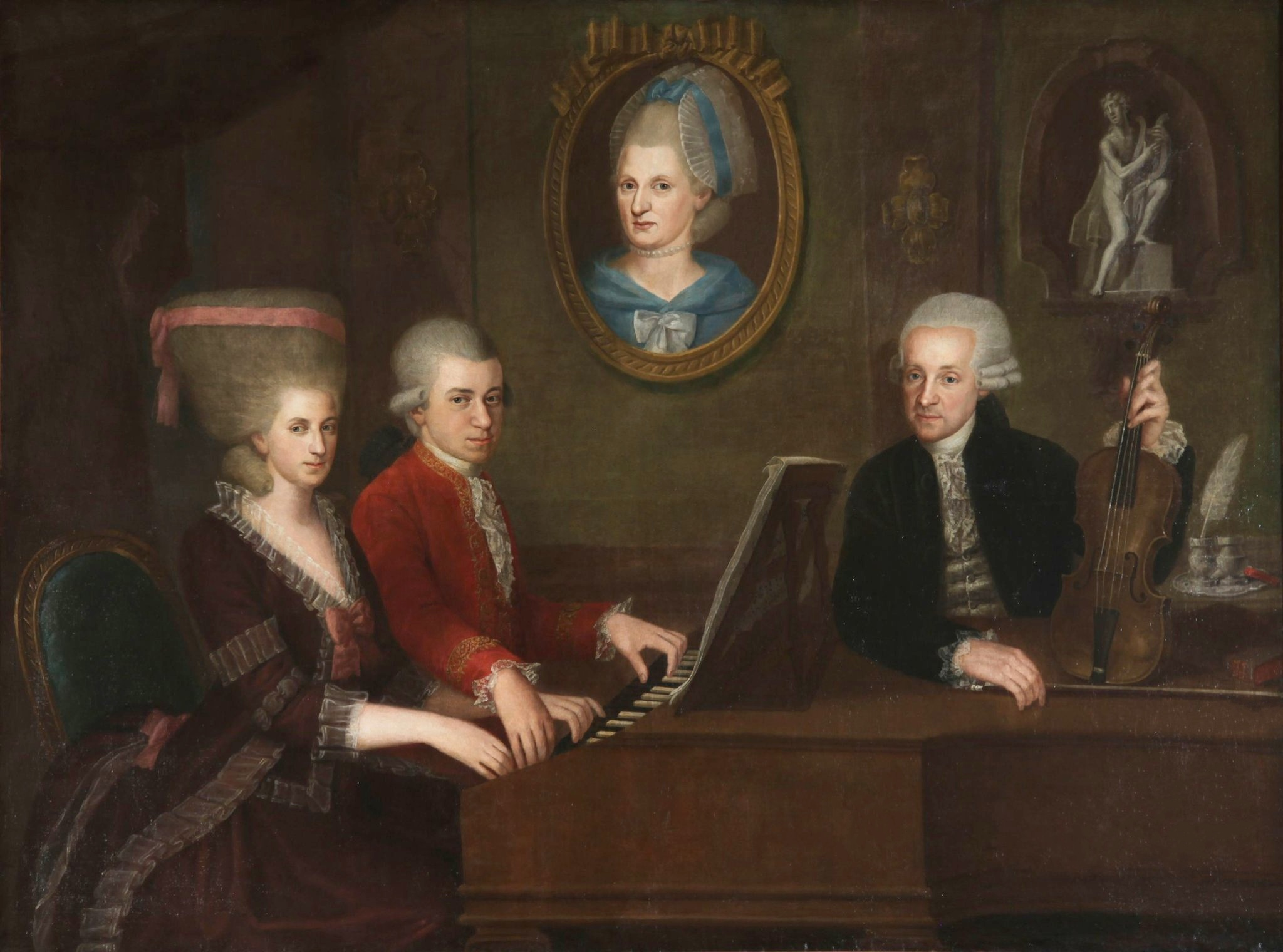
Nannerl, Mozart, Leopold e, na parede, o retrato da mãe já falecida, anos depois da turnê, 1780.

Seja qual for a verdadeira quantia das recompensas financeiras que receberam na turnê, os Mozarts continuaram a viver em seu apartamento na Rua Getreidegasse, e Leopold retomava suas funções como um músico da corte. O que parece ser unanimidade nas observações dos musicólogos, críticos musicais, biógrafos e estudiosos em Mozart, entretanto, é o fato de que a viagem lhe serviu como a maior experiência profissional de sua vida, uma jornada em que ele adquiriu a vivência do mundo musical cosmopolita em que também pôde adquirir um senso crítico com a recepção dos públicos e dos diversos músicos com quem conviveu durante toda a jornada. De fato, a viagem e a exposição pública dominaram os próximos seis anos da vida de Wolfgang: em Setembro de 1767, a família mudou-se novamente, desta vez para Viena, onde permaneceram (deixando de lado a evacuação forçada que tiveram de fazer por causa de uma epidemia de varíola) até Janeiro de 1769. No mesmo ano, em Dezembro, pai e filho partiram para Itália — agora sem Nannerl, que, com dezoito anos, já havia sido ofuscada pelo talento do irmão. Ambos ficaram longe por dezesseis meses, e retornaram para Milão em Agosto de 1771 por cinco meses, para assistir ao ensaio e o concerto da ópera Ascanio in Alba de Wolfgang. Uma terceira (e última) viagem para a Itália, de Outubro de 1772 a Março de 1773, foi a última das jornadas extensas que eles fizeram: afinal, o novo Príncipe-Arcebispo de Salzburgo tinha visões diferentes se comparadas com as do governo anterior, e impedia certas liberdades que Leopold e Wolfgang (agora um homem também contratado pela monarquia) podiam gozar anteriormente.